# Catagramma casta

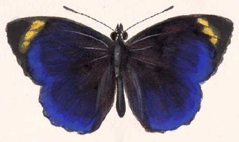
Ovansida

Catagramma casta är en fjärilsart som beskrevs av Osbert Salvin 1869. Catagramma casta ingår i släktet Catagramma och familjen praktfjärilar. Inga underarter finns listade i Catalogue of Life.